# Октябърски (Башкирия)
Октябърски (на башкирски: Октябрьский) е град в автономна република Башкирия, Русия. Населението му към 1 януари 2018 година е 113 827 души.